# العذراء والطفل مع القديسة آن والقديس يوحنا المعمدان

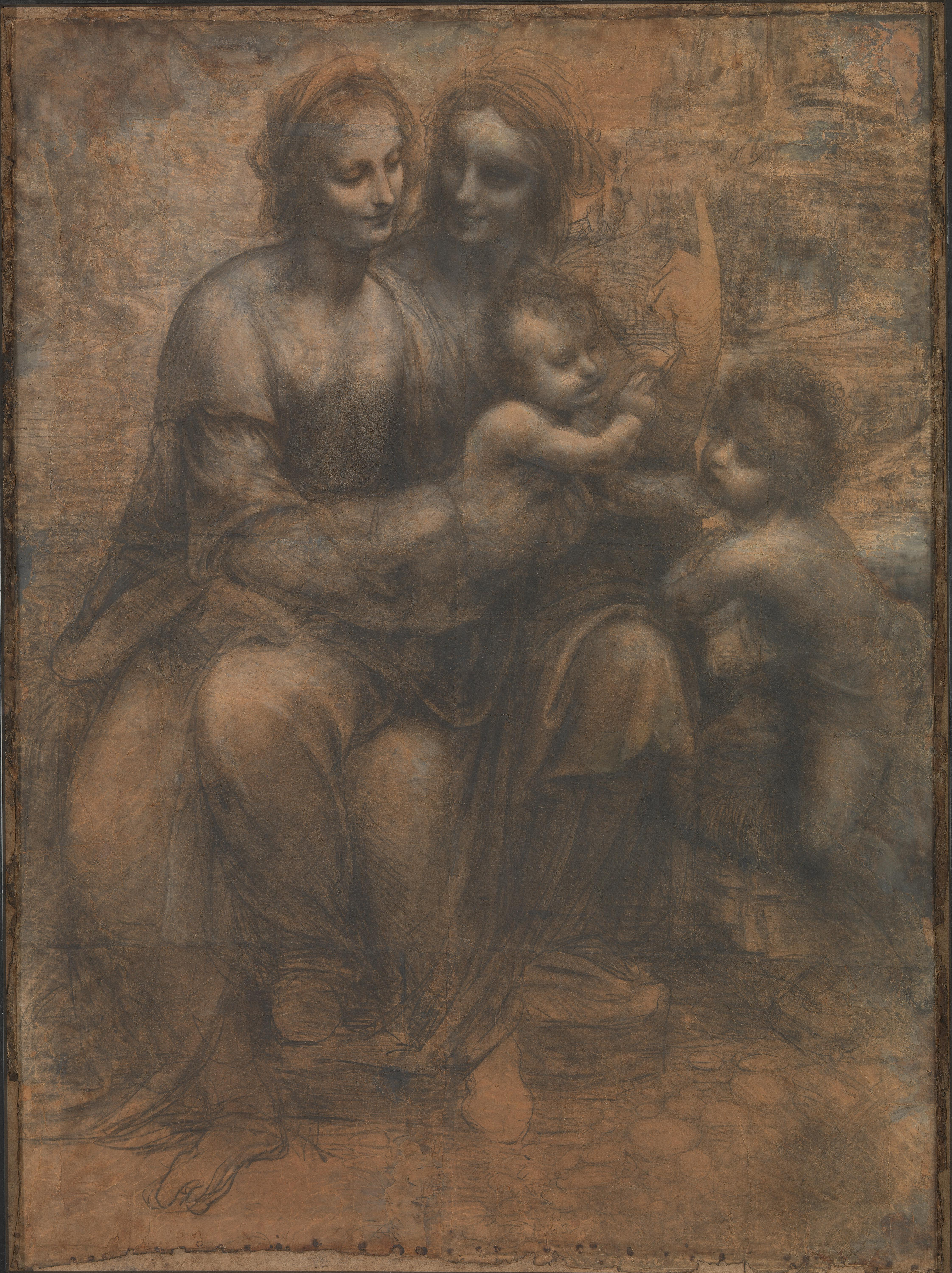

العذراء والطفل مع القديسة آن والقديس جون المعمدان وتسمّى أيضاً بيت برلينغتون الكرتوني، هي لوحة رسمها ليوناردو دا فينشي. وقد تم تنفيذ الرسم بالفحم والطبشور الأبيض والأسود على ثمانية أوراق تم لصقها ببعضها البعض بواسطة الصمغ. وبسبب حجمها وشكلها الكبيربين فمن المفترض أن تكون اللوحة مطلية على كرتون مخصص لهذا الغرض وليس من الضروري أن تكون لوحة ليوناردو دافنشي على هذا الكرتون بالذات. هذا ويصوّر الرسم السيدة مريم العذراء وهي جالسة على ركبتي أمها القديسة آن (حنّة) وتحمل بيدها يسوع الطفل، بينما يقف إلى اليمين القديس يوحنا المعمدان. اللوحة موجودة حالياً في المعرض الوطني في لندن. وقد تم تنفيذ العمل بين عامي 1499-1500 م في نهاية الفترة الميلانيزية (أي الفترة التي عاشها دا فينشي في ميلان) أو ربما بين عامي 8-1506 عندما كان يقوم برحلاته المكوكية بين فلورنسا واليونان. ويُفضّل أغلب العلماء التاريخ الأخير على الرغم من أن المعرض الوطني وآخرين يفضلون التاريخ السابق.

## الموضوع
إن موضوع هذا الرسم هو اتحاد فكرتين كانتا سائدتين في القرن الخامس عشر وهما: لوحة السيدة العذراء والطفل مع يوحنا المعمدان ولوحة السيدة العذراء والطفل مع القديسة آن. يعرف هذا الرسم بتركيبه المعقد الذي يُظهر التبادل في مواضع الشخصيات، أول ما يبدو جلياً في رسومات ليوناردو في لوحة بينويس مادونا. حيث تتجه رُكب كل من المرأتين في اتجاهات مختلفة، فتتجه ركبتا ماري يساراً، بينما يتجه جسدها بحدة يميناً، مولداً بذلك حركة متعرجة. وتشكل ركب وأقدام الأشخاص إيقاعا قويا يتراوح بين الصعود والهبوط في نقطة محددة من هذا التركيب، حيث نجد أساسا متينا تقف عليه الأقدام، وتبدو الركب متباعدة عن بعضها بشكل كبير فيظهر الامتداد العريض للرداء. وفي حين تبدو الأنصاف السفلية لجسدي المرأتين مبتعدة إلا أن كلا من وجهيهما يتجه نحو الآخر بحيث تتقابل ملامحهما. ولا تظهر الحدود الفاصلة بين الأجزاء العلوية للجسدين واضحة، فيبدو الرأسان وكأنهما جزء من ذات الجسد وتتجلى حركة العذراء الملتوية في شخص المسيح الطفل، فيبدو جسده الذي تحمله أمه بشكل أفقي تقريبا وكأنه يدور حول نفسه، فالجزء السفلي لجسده يتجه للأعلى والجزء العلوي للأسفل. وأول ما أُشير إلى هذه الوضعية الدائرية كان في لوحة عشق المجوس بريشة ليوناردو. وقد دُرست هذه الحالة في عدد من اللوحات، وبالتحديد في الدراسات المختلفة للوحة العذراء والطفل مع القطة الموجودة في المتحف البريطاني.
إن تجاور مجموعتين من الرؤوس هو عنصر تركيبي مهم، حيث أن الزاوية، الإضاءة ونظرة الطفل المسيح نسخة عن نظرة والدته بينما يمثل يوحنا المعمدان العناصر نفسها الموجودة في وجه القديسة آنا. تشير الإضاءة إلى وجود بطلين وممثلين مساعدين في المشهد الذي يراه الناظر إلى اللوحة. يوجد تفاعل دقيق بين نظرات الاشخاص الاربعة حيث تبتسم القديسة آنا في وجه ابنتها ماري باعجاب، وذلك لايشير فقط إلى فخر الام بل أيضا إلى تبجيل تلك التي " كل الاجيال سوف يدعونها ب المباركة. عيني ماري ثابتة على المسيح الطفل الذي يرفع يده باتجاه ابن خالته مشيرا إلى مباركته له وهو الذي سوف يؤدي بعد30 سنة مهمة تعميد المسيح الموكلة اليه.
وعلى الرغم من أن يوحنا المعمدان أكبر سنا من المسيح إلا أنه يقبل بتواضع تلك البركة، والذي في وقت لاحق سوف يقول عن ابن خالته المسيح«أنا لست حتى جديراً بأن أخلع له حذاءه.»
تتمركز يد القديسة آنا، مشيرةً بسبـابتها إلى السماء، بجانب رأسي الطفلين ربما للإشارة إلى المصدر الأصلي للبركة. وتعتبر هذه الإيماءة الغامضة جوهرياً خاصة ب ليوناردو حيث تظهر في لوحة«العشاء الأخير» و«القديس يوحنا المعمدان.»
وعادة يتم نقل الرسوم التخطيطية من هذا النوع إلى لوح للرسم عن طريق تثقيب وحز الخطوط الخارجية ولكن لم يتم فعل ذلك في لوحة العذراء والطفل مع القديسة آنا والقديس يوحنا المعمدان مما يوحي إلى انه تم الاحتفاظ باللوحة التخطيطية كعمل فني بحد ذاته. ولا يبدو أن ليوناردو قد قام بانشاء لوحة اعتماداً على هذا الرسم حيث يختلف تركيب هذه اللوحة عن لوحة أخرى من لوحات دافنشي والتي تعد آخر استعراض باق للموضوع وهي العذراء والطفل مع القديسة آن في متحف اللوفر. حيث لا وجود لشخصية المُعمد هناك. وقد رسم تلميذ ليوناردو، بيرناردينو ويني، لوحة مستندا فيها على هذا الرسم التخطيطي، وهي الآن في المكتبة التاريخية «بيبليوتيكا امبروسيانا» في إيطاليا -ميلانو.ويستند الفنان فرانشيسكو ميلزي في رسمه لشخصية آلهة الوفرة والثمار «بومونا» التي ظهرت في لوحته«آلهة الوفرة واله الفصول» في برلين على شخصية العذراء في لوحة ليوناردو التخطيطية.

## التاريخ
إن تاريخ ومكان إنجاز الرسم هو مثار للجدل /مشكوك فيه. حيث كانت أولى الدلالات/الإشارات المبكرة لذلك الرسم من قبل كاتب السير الذاتية جورجيو فاساري، الذي كان يكتب في منتصف القرن السادس عشر، الذي يقول بأن ذلك العمل (اللوحة) أُنجز بينما كان ليوناردو في ضيافة خادم الدير في فلورنسا. ويقول فاساري بأنه ولمدة يومين تجمع الناس شباباً وشياباً لمشاهدة /لرؤية تلك اللوحة كما لو أنهم يحضرون مهرجاناً. وهذا ما يؤرخ للوحة حوالي العام 1500
لقد أرّخ الكاتب بادري سيباستيانو ريستا العمل/ اللوحة لعامي 1498-1499, وقد كتب للرسام وكاتب السير الذاتية جيوفاني بيترو بيلوري رسالة يخبره فيها بأن ليوناردو قد رسم اللوحة في ميلان بطلب من ملك فرنسا لويس الثاني عشر. وبينما لاقى هذا التاريخ القبول الواسع فإن الأمر مع لويس الثاني عشر لم يكن كذلك. وقد أرّخ الكثير من المؤرخين المعاصرين العمل/اللوحة لوقت مبكر من منتصف العام1490 وفي حالة المؤرخين كارلو بيدريتي وكينيث كلارك فقد أرًخو اللوحة حتى وقت متأخر من عام1508. أما البروفيسور مارتن كيمب فقد لاحظ بأن الهندسة المائية/الهيدروليكية للرسم التحضيري في المتحف البريطاني يؤرّخ العمل لحوالي العامين 1508_1509 وذلك عندما كان ليوناردو يقوم بإنجاز دراسات مشابهة وهي المخطوطات الأطلسية.
وفي القرن السابع عشر فان الرسم الذي يخص الكونت أركوناتي من مدينة ميلانو تم تمريره في عام 1721 إلى كاسنديس ثم إلى ساغريدو في مدينة البندقية. في عام 1763 تم اكتساب الرسم من قبل روبيرت أدوني شقيق السفير الإنكليزي في البندقية. وفي عام 1791 تم جرد الرسم على أنه يخص الأكاديمية الملكية في مدينة لندن. ولا يزال يدعى باسم بيت برلينغتون الكرتوني في إشارة إلى مبنى الأكاديمية الملكية في لندن.
وفي عام 1962، عرضت هذه اللوحة- والتي كانت لاتزال في المرحلة التحضيرية للرسم- للبيع مقابل 800.000 جنيه في المعرض الوطني وسط المخاوف أن تجد مشتريا من الخارج، حيث شاهدها ما يزيد عن ربع مليون شخص في مدة تتجاوز الأربعة أشهر بقليل. وقد قدم الكثير منهم تبرعات لإبقائها في المملكة المتحدة إلى أن تم الوصول إلى ذلك السعر المطلوب، ويعود الفضل في هذا جزئياً إلى مساهمة الصندوق الوطني للمجموعات الفنية. وبعد عشرة سنوات من بقائها في المتحف، كتب جون بيرجر ساخرا " لقد اكتسبت طابعاً جديدا من الإبهار ليس بسبب ماتظهره ولابسبب المعنى الذي تحمله، بل لكنها أصبحت مثيرة للإعجاب وغامضة بسبب قيمتها السوقية.
وتعرضت في عام 1987 لعمل تخريبي حيث أطلق عليها من بندقية من مسافة 7 اقدام تقريبا.وقد تم التعرف على مطلق النار روبرت كامبردج الذي تبين انه مريض عقليا والذي زعم أنه ارتكب هذا الاعتداء للفت الانتباه إلى الاوضاع " السياسية، الاجتماعية والاقتصادية لبريطانيا وحطم هذا الفعل الغطاء الزجاجي للوحة مسببا اضرارا كبيرة للعمل الفني والتي تم ترميمها منذ ذلك الوقت.